# Carnaval de Rio 2012
Le Carnaval de Rio 2012 regroupe les festivités organisées à l'occasion du carnaval à Rio de Janeiro au Brésil en février 2012. L'apogée du festival a lieu les 19 et 20 février 2012 avec le défilé des écoles de samba du Groupe Spécial au Sambadrome Marquês de Sapucaí.  C'est Unidos da tijuca qui remporte le carnaval devant Acadêmicos do Salgueiro. Milton Rodrigues est le Rei Momo qui gouverne la ville pendant le carnaval, et ce pour la quatrième année consécutive.

## Groupe Spécial
Le Groupe Spécial est composé de 13 écoles, qui défilent durant les nuits des 19 et 20 février 2012. Le défilé de chaque école doit durer entre 65 et 82 minutes sous peine de se voir infliger des pénalités. 

### Modifications
Le nombre de juges situé dans les 10 cabines le long du parcours est diminué de 50 à 40 par rapport à l'année précédente. De plus, l'Aile des Bahianaises (aile composée exclusivement de femmes, qui portent le costume traditionnel de Bahia) sera de 50 le jour du défilé des champions. Leur nombre reste inchangé (70) les deux jours de compétition. De plus, la capacité du sambodrome, à la suite de sa rénovation, passe de 60 000 à 72 500.

### Défilé

#### Dimanche
- GRES Renascer de Jacarepaguá (à 21 h) : Promu du Groupe d'Accession
- Portela (entre 22h05 et 22h22)
- GRES Imperatriz Leopoldinense(entre 23h10 et 23h40)
- GRES Mocidade Independente de Padre Miguel (entre 0h15 et 1h06)
- Unidos do Porto da Pedra (entre 1h20 et 2h28)
- Beija-Flor de Nilópolis (entre 2h25 et 3h40) : Championne en titre
- Unidos de Vila Isabel (entre 3h30 et 5h12)

#### Lundi
- GRES São Clemente (à 21 h)
- União da Ilha do Governador  (entre 22h05 et 22h22)
- Acadêmicos do Salgueiro (entre 23h10 et 23h40)
- Estação Primeira de Mangueira (entre 0h15 et 1h06)
- Unidos da tijuca (entre 1h20 et 2h28): Vice-championne en titre
- Acadêmicos do Grande Rio(entre 2h25 et 3h40)

Les heures entre parenthèses correspondent aux horaires de départs autorisés.

### Samba de Enredo
| Piste | École            | Titre                                                                                 | Auteur | Interprète                                    |
| ----- | ---------------- | ------------------------------------------------------------------------------------- | --- | --------------------------------------------- |
| 1     | BEIJA-FLOR       | "São Luís 400 anos - o poema encantado do Maranhão"                                   | Adilson China, Carlinhos do Detran, Gilberto Oliveira, Hugo Leal, Jr Beija-Flor, J. Velloso, Ricardo Lucena, Romulo Presidente, Silvio Romai, Samir Trindade, Serginho Aguiar e Thiago Alves | Neguinho da Beija-Flor                        |
| 2     | UNIDOS DA TIJUCA | "O dia em que toda a realeza desembarcou na avenida para coroar o rei Luiz do Sertão" | Cesinha, Jorge Calado, Josemar Manfredini, Silas Augusto e Vadinho | Bruno Ribas                                   |
| 3     | MANGUEIRA        | "Vou festejar! Sou Cacique, sou Mangueira"                                            | Junior Fionda, Igor Leal, Lequinho da Mangueira e Paulinho Carvalho | Luizito, Zé Paulo, Ciganerey e Vadinho Freire |
| 4     | VILA ISABEL      | "Você sembo lá...que eu sambo cá-O canto livre de Angola"                             | André Diniz, Arlindo Cruz, Artur das Ferragens, Evandro Bocão e Leonel | Tinga                                         |
| 5     | SALGUEIRO        | "Cordel branco e encarnado"                                                           | Diego Tavares, Dílson Marimba, Domingos PS, Marcelo Motta, Ribeirinho e Tico do Gato | Quinho, Serginho do Porto e Leonardo Bessa    |
| 6     | IMPERATRIZ       | "Jorge amado Jorge"                                                                   | Alexandre D’Mendes, Cristovão Luiz, Jeferson Lima, Ribamar e Tuninho Professor | Dominguinhos do Estácio                       |
| 7     | MOCIDADE         | "Por ti, Portinari rompendo a tela, a realidade!"                                     | Diego Nicolau, Gabriel Teixeira e Gustavo Soares | Luizinho Andanças                             |
| 8     | PORTO DA PEDRA   | "Da Seiva Materna ao Equilíbrio da Vida"                                              | Bento, Cici Maravilha, Denil, Fernando Macaco, Oscar Bessa, Tião Califórnia e Vadinho | Wander Pires                                  |
| 9     | SÃO CLEMENTE     | "Uma Aventura Musical na Sapucaí!"                                                    | Flavinho Segal, FM, Grey, Guguinha, Marcos Antunes, Ricardo Góes, Serginho Machado e Vânia                                                                                                   | Igor Sorriso                                  |
| 10    | GRANDE RIO       | "Eu acredito em você. E você?"                                                        | Edispuma, Foca, Licinho Júnior e Marcelinho Santos | Wantuir                                       |
| 11    | PORTELA          | "...E o povo na rua cantando é feito uma reza, um ritual..."                          | Luiz Carlos Máximo, Naldo, Toninho Nascimento e Wanderley Monteiro | Gilsinho                                      |
| 12    | UNIÃO DA ILHA    | "De Londres ao Rio: Era uma vez...uma Ilha"                                           | Alberto Varjão, Allan, Aloísio Villar, Cadinho, Carlinhos Fuzil, Eduardo, Fabiano Fernandes, Márcio André Filho, Marquinhos do Banjo e Roger Linhares                                        | Ito Melodia                                   |
| 13    | RENASCER         | "Romero Britto: O artista da alegria, dá o tom na folia"                              | Adriano Cesário, Cláudio Russo, Fábio Costa e Isaac | Rogerinho Renascer                            |

### Les écoles en détail

#### Uniao da Ilha
En décembre 2011, une saisie de billets, d'une valeur de 1,2 million euros, a lieu chez le président de l'école, Helinho de Oliveira, considéré comme l'un des parrains présumés de la loterie clandestine .

#### Portela
Le défilé de l'école comprend 4 300 membres, 35 ailes et 7 chars allégoriques.

## Autres groupes et bandes
425 bandes défilent dans les rues de Rio cette année, elles étaient 476 l'année précédente .